# Pietro Larizza
Pietro Larizza (Reggio Calabria, 21 luglio 1935 – Roma, 1º marzo 2021) è stato un sindacalista e politico italiano.

## Biografia
È stato segretario generale della UIL  dal 1992 al 2000.
Successivamente ha ricoperto l'incarico di presidente del Consiglio Nazionale dell'Economia e del Lavoro, tra il 2000 e il 2005.
Alle elezioni politiche del 2006 è candidato al Senato della Repubblica, in regione Lazio, nelle liste dei Democratici di Sinistra, risultando tuttavia il primo dei non eletti. Diventa senatore il 28 novembre 2007, subentrando in seguito alle dimissioni di Goffredo Bettini.
Alle elezioni politiche del 2008 è stato candidato in Calabria e Lazio come capolista al Senato per il Partito Socialista, senza poi essere eletto.
È morto il 1º marzo 2021 all'età di 85 anni.